# Teleperformance
Teleperformance is een Franse multinational. Het is een wereldleider in callcenters, maar heeft sinds 2017 zijn activiteiten gediversifieerd op het gebied van business process outsourcing, door backoffice-outsourcingdiensten en moderatie van sociale media toe te voegen aan zijn multi-channel klantenrelatiebeheer.
De groep telt meer dan 383.000 werknemers en haalde in 2020 een omzet van 5,732 miljard euro. Sinds juni 2020 staat de groep genoteerd aan de CAC 40.